# Gliese 667 Cc
Gliese 667 Cc, även känd som  GJ 667Cc eller HR 6426Cc, är en exoplanet i stjärnsystemet Gliese 667, 23,62 ljusår från jorden i Skorpionen. Den antas befinna sig i den cirkumstellära beboeliga zonen av sin stjärna, röda dvärgen Gliese 667 C. Planeten antas vara 3,8 gånger så massiv som Jorden. Planeten upptäcktes med radialhastighetsmetoden 2011.

### Fotnoter
1. ↑  Martin Mederyd Hårdh (26 juli 2015). ”Här är planeterna som är mest lika Jorden”. Svenska dagbladet. http://www.svd.se/har-ar-planeterna-som-ar-mest-lika-jorden. Läst 16 augusti 2015.
2. ↑  ”Arkiverade kopian”. Arkiverad från originalet den 6 januari 2019. https://web.archive.org/web/20190106192025/https://www.mn.uio.no/astro/english/research/news-and-events/news/astronews-2012-02-17.html. Läst 19 januari 2019.